# Bryum dillenii
Bryum dillenii är en bladmossart som beskrevs av Georg Heinrich Weber och Daniel Matthias Heinrich Mohr 1807. Bryum dillenii ingår i släktet bryummossor, och familjen Bryaceae. Inga underarter finns listade i Catalogue of Life.